# تأثیر باغ ایرانی بر هنرهای دیگر

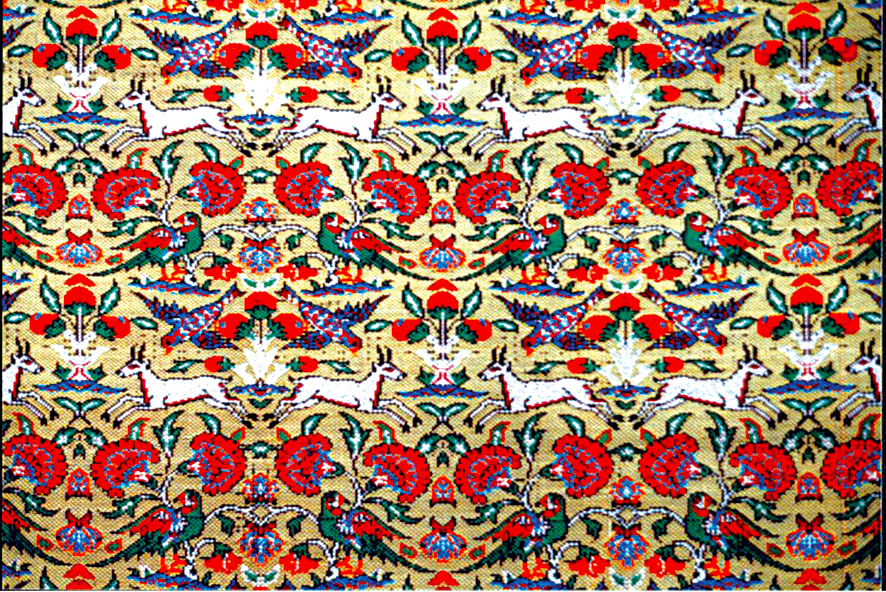
نمونه‌ای از باغ ایرانی در پارچه زربفت ابریشمی. ۱۳۴۲ خورشیدی

تأثیر باغ ایرانی بر سایر هنرها در ذهنیت ایرانی، باغ تصویری فراگیر دارد؛ به اندازه‌ای که قرن‌هاست به صورت بینشی درونی درآمده‌است و جزئی از فرهنگ آن به شمار می‌رود. باغ‌ها به بیانی، روح و مظهر طبیعت تلقی می‌گردند و در سر تا سرگیتی به مثابه رجعتی به اعتقادات باطنی می‌باشند. گاهی این بیان به صورت تصاویر گیاهان دیده می‌شود که به صورت اشاره‌ای به ظاهر معمولی و مکرر به گل‌ها نمایان می‌شود. این اشارات همچون گل‌های باغ‌های سنتی ایرانی، به صورت طبیعی و خودرو ظاهر می‌شوند.

هنر ایرانی به‌طور کلی در استفاده از رنگ‌ها (در معماری، نساجی، و حتی در مرکب‌هایی که در ساختن کتاب‌ها به کار می‌رفت) پیشی گرفته‌است. در ایران، این رنگ در گل‌ها وجود دارد و کم و بیش به صورت مجزا در کاشی‌ها و موزاییک‌های گنبدها و دیوارها، در پارچه و در فرش‌هایی که به شکل باغ بافته شده بودند، ظاهر می‌شود. فرش‌های نفیسی که به نام (چهارباغ) بافته می‌شد، در دوران صفوی به اوج شهرت خود رسیدند. این فرش‌ها به طرح باغ اصیل ایرانی بودند و به دلیل علاقه پادشاهان آن دوران به چهارباغ این فرش‌ها هم گاهی به چهارقسمت و گاهی به قطعات کوچکتر تقسیم می‌شدند. نقش استخرهای اصلی و عمارت کلاه فرنگی در فرش، بافته می‌شد و انواع زیبایی از درختان و گل‌ها هم در آن به چشم می‌خورد و تصویر ماهی‌ها در کانال‌های آب و پرندگان در میان شاخ و برگ درختان آن نمایان بود.
طبیعی است که باغ و پیوندهای پیچیده‌اش می‌بایست دنیایی از استعاره را برای شعرای اصیل و عرفانی همچون جلال‌الدین محمد بلخی و سعدی در قرن سیزدهم میلادی و حافظ در قرن چهاردهم میلادی فراهم کند. این شعرا با استفاده از صور خیالی باغ، ساختار پیچیده عباراتی که به کار می‌بردند و انعطاف‌پذیری که در زبان فارسی وجود داشت، ابزار کافی برای سرودن اشعاری زیبا با تصوراتی کاملاً ملموس و پر از معانی تلویحی داشتند. شعر گنبد سیاه نظامی شاعر قرن دوازدهم میلادی نشان می‌دهد که چگونه دل پژمرده در جستجوی شکوفایی است و این شکوفایی بر عهده باغ‌های ایرانی است.